# 麻衣子
麻衣子（356年3月15日—457年8月8日），姓李名和，字顺甫，號“麻衣真人”，或稱“麻衣子李和”。他出生于秦中（今陕西省），是东晋时期著名的道人。因其披麻为衣，故俗称为“麻衣子”。后来被唐太宗李世民封为“慈惠普济真人”。

## 生平

### 修道石堂山
晋孝武帝太元九年（384年），28岁的他因为厌恶俗世，便告别亲友，离家修道，独自前往终南山。后“麻衣子”得到高人“左元太极”的指点，前往南阳之间，湍水之阳的灵堂山（今河南省内乡县石堂山）的一个岩洞修道达十九年之久。晋义熙十年（414年）夏，内乡大旱，河流枯竭，庄稼枯萎，当地居民张奭多次率民众请他祈雨，他都以自己道术浅疏为由婉拒。但是，后来有十二位翩翩少年到洞内，告诉他可以答应百姓的请求。麻衣子遂施道祈雨，第二天，雨至。雨后，麻衣子出洞见十二名形似龙形的人躺在背山休息。后来十二人尾随麻衣子入洞，并跪拜告知麻衣子，他们十二人都是龙族，受上帝托付特在此山辅助麻衣子。待麻衣子修道成功即辞别。说罢十二人化做云烟自洞中穿穴而去，在后山腰形成了十二个龙潭。修道已成的麻衣子之后在河南、湖北等地云游，百姓敬之如神。

### 逝世和纪念
宋孝武帝大明元年（457年）八月八日，麻衣子仙游至湖北郧阳时见白鹤翔集，祥云蔚烨，真人严坐而逝，当地百姓在他羽化的地方建造了“白鹤观”以示纪念，而在他修道的灵堂山，当地百姓也建造了一座“白仙观”。
唐太宗贞观十三年（639年），封石堂山的石门灵堂为“显圣洞胜泉”，封“麻衣子”为“慈惠普济真人”，十二龙子被封为十二公，分别叫广润、洪润、成润、慈润、灵润、施润、崇润、应润、愍润、显润、保润、咸润，并在石堂山修建普济宫。

## 参看
- 普济宫
- 石堂山
- 终南山